# Presidential Commission for the Study of Bioethical Issues
La Presidential Commission for the Study of Bioethical Issues (Commission présidentielle pour l'étude des enjeux de bioéthique, abrégée PCSBI) est une commission présidentielle américaine mise sur pied par Barack Obama à travers l'ordre exécutif no 13 521 du 24 novembre 2009. Son premier rapport, qui traite de la biologie de synthèse, a été publié le 16 décembre 2010.

## Prédécesseurs
Elle succède au President's Council on Bioethics (en), nommé par George W. Bush, qui lui-même succéda au National Bioethics Advisory Commission, nommé par Bill Clinton en 1996.

## Composition
La commission est présidée par Amy Gutmann, présidente de l'université de Pennsylvanie, secondée par James W. Wagner (en), président de l'université Emory à Atlanta. Les autres membres sont :
- Lonnie Ali, M.B.A
- Anita L. Allen (en), J.D., Ph.D. (professeur de droit et de philosophie à l'université de Pennsylvanie)
- John D. Arras, Ph.D.
- Barbara F. Atkinson, M.D., vice-chancelier du Centre médical de l'université du Kansas
- Nita A. Farahany, J.D., Ph.D.
- Alexander G. Garza, M.D.
- Christine Grady, R.N., Ph.D.
- Stephen L. Hauser (en), M.D.
- Raju S. Kucherlapati, Ph.D.
- Nelson Lee Michael, M.D., Ph.D.
- Daniel Sulmasy (en), M.D., Ph.D.